# Ilanit

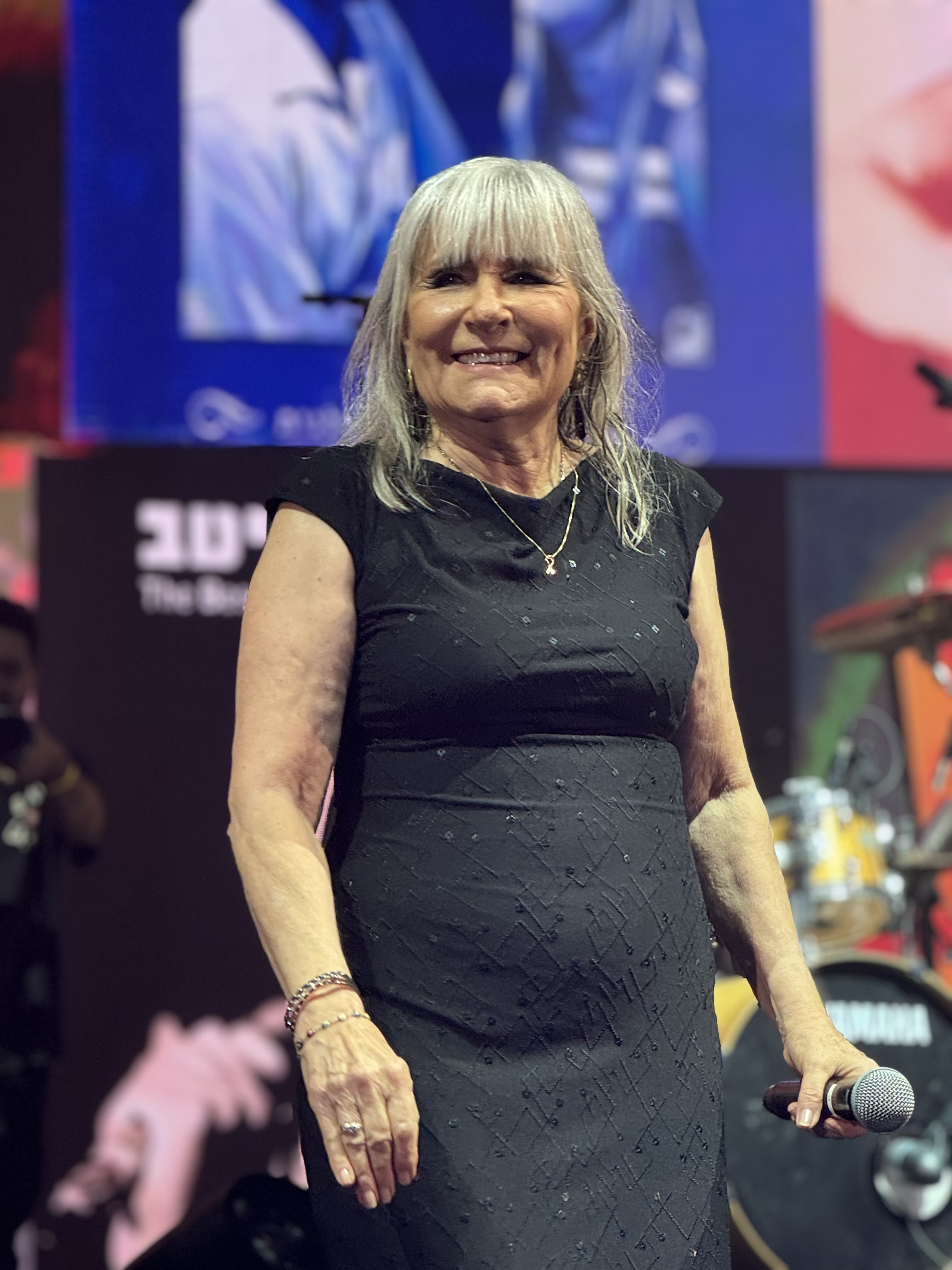
Ilanit (2024)

Ilanit (* 17. September 1947 in Tel Aviv-Jaffa als Channa Dresner, verheiratete Tsach, später Gat) ist eine israelische Sängerin.

## Leben und Karriere
Channa Dresner wurde 1947 im britischen Mandatsgebiet Palästina geboren und wuchs in Israel und Brasilien auf. Sie stammt aus einer aschkenasischen Familie und spricht neben Hebräisch auch Deutsch. 
Als 15-Jährige wurde sie auf einem Talentwettbewerb entdeckt. Zusammen mit ihrem ersten Ehemann, Shlomo Tsach, bildete sie das Gesangsduo Ilan & Ilanit, das in den 1960er Jahren in Israel große Erfolge feierte. Nach der Trennung von Tsach trat Ilanit von 1969 an als Solokünstlerin auf. Sie nahm an mehreren internationalen Gesangswettbewerben teil und vertrat Israel zwei Mal beim Grand Prix Eurovision de la chanson (Eurovision Song Contest). 1973 in Luxemburg nahm Israel erstmals an einem Grand Prix teil. Angeblich trug Ilanit dort aus Sicherheitsgründen während ihres Auftritts eine schusssichere Weste unter ihrem weiten Ethno-Kleid. Mit ihrem Lied Ey sham erreichte sie den vierten Platz. Diesen Song sang sie im Jahr 2019 beim Finale des Eurovision Song Contests in Tel-Aviv während der Eröffnungs-Zeremonie. Beim Grand Prix 1977 in London belegte ihr Beitrag Ahava hi shir li-shnayim („Liebe ist ein Lied für zwei“) den elften Platz. Zu dieser Zeit war sie eine der populärsten Sängerinnen Israels. 
Neben Popmusik nahm sie auch Schallplatten mit Kinderliedern auf. Zwischen 1972 und 1977 erschien von ihr rund ein halbes Dutzend Singles in deutscher Sprache.
Einige ihrer Songs wurden von bekannten türkischen Sängerinnen wie Nilüfer, Şenay oder Yasemin Kumral gecovert.

## Diskografie

### Studioalben
- 1973: אילנית
- 1974: שירו שיר לשמש
- 1978: רגשות מעורבים
- 1981: אל הדרך
- 1984: אולי עוד פעם
- 1985: עכשיו כולם ביחד
- 1987: סרט בשחור לבן
- 1991: בוא נתחיל מבראשית
- 1996: חלום ברזילאי
- 2008: ישראלית

### Kinderlieder-Alben
- 1970: אִילָנִית לִילָדִים
- 1971: אילנית שרה אן-דן-דינו וגלי
- 1972: אילנית בשירי חג לילדים
- 1974: שירי משוררים לילדים
- 1976: שירים שילדים אוהבים והשירים היפים של מרים ילן שטקליס

### Singles (Auswahl)
- 1970: BaShana HaBa’a (בשנה הבאה)
- 1970: Veshuv Itchem (ושוב איתכם)
- 1970: Bim Bam Bom (בים בם בום)
- 1972: Ey sham (אי שם)
- 1972: שנה טובה
- 1972: השקדיה פורחת
- 1976: Shir Shel Yom Hulin (שיר של יום חולין)
- 1977: Ahava Hi Shir Lishnayim (אהבה היא שיר לשניים)